# Matt Hague
Matthew Donald Hague (né le 20 août 1985 à Bellevue, Washington, États-Unis) est un ancien joueur de premier but de baseball.

## Carrière
Matt Hague est repêché au 11e tour par les Indians de Cleveland en 2007 mais ne signe pas avec le club. Il est par la suite sélectionné au 9e tour par les Pirates de Pittsburgh en 2008 alors qu'il joue à l'Oklahoma State University–Stillwater.
Hague fait ses débuts dans le baseball majeur le 7 avril 2012 avec Pittsburgh. Il réussit son premier coup sûr le 8 avril aux dépens du lanceur Antonio Bastardo des Phillies de Philadelphie. Il dispute 30 matchs pour les Pirates en 2012 et maintient une moyenne au bâton de ,229 avec 7 points produits. Après avoir passé toute la saison 2013 dans les ligues mineures chez les Indians d'Indianapolis, le club-école des Pirates, Hague dispute 3 matchs pour Pittsburgh en 2014 et, le 18 août de cette année-là, est réclamé au ballottage par les Blue Jays de Toronto.
Après avoir joué 10 matchs des Blue Jays en 2015, Hague rejoint pour 2016 les Hanshin Tigers de la Ligue centrale du Japon.